# Physetocaris
Physetocaris is een geslacht van kreeftachtigen uit de klasse van de Malacostraca (hogere kreeftachtigen).

## Soorten
- Physetocaris microphthalma Chace, 1940